# Стракониці
Стракониці (чеськ. Strakonice [ˈstrakoɲɪtsɛ]; нім. Strakonitz) — місто на південному заході Чехії в Південночеському краї, на річці Отаві (басейн Влтави).

## Населення
Динаміку змінюваності населення міста демонструє Таблиця:
| Рік                   | 1869  | 1900  | 1930   | 1970   | 2003   |
| Чисельність населення | 7 887 | 8 333 | 11 000 | 17 245 | 23 545 |

## Історія

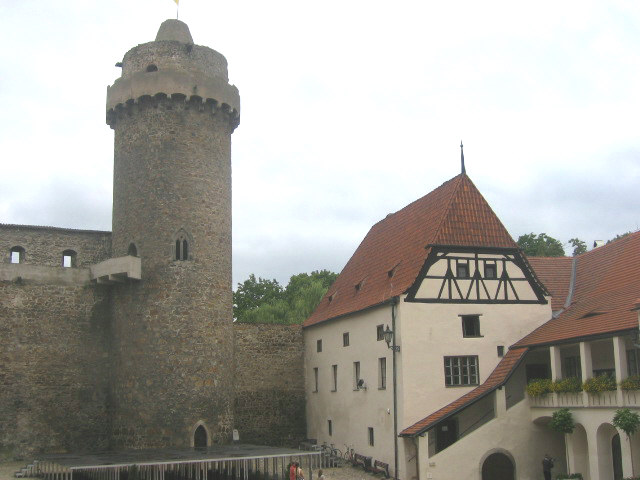
У Страконицькому замку

Спочатку на місці сучасного міста Стракониці було чотири невеликих села Стракониці, Бездеков, Жабокрити, Лом (Strakonice, Bezděkov, Žabokrty, Lom), які об'єдналися у піддане місто Стракониці. Розвиток міста починається в 2-й половині ХІІ століття, коли рід Баворів починає тут будувати замок. У 1243 році Бавор І зі своєю дружиною Болемилою подарував частину Страконицького замку лицарям Мальтійського ордену. Вже у ХІІІ столітті оригінальна замкова вежа була замінена поточною готичною із зубцями, що отримала назву Румпаль (чеськ. Rumpál). 
Місто пережило розквіт за правління Бавора II, який користувався великою приязню короля Пржемисла Отакара II. 
У 1367 році Страконицям були підтверджені міські привілеї Бавором IV, і 1421 року замок став резиденцією міської ради, за розпорядженням якої була побудована ренесансна вежа Єленка (Jelenka).
У XIX столітті в місті бурхливо розвивалась промисловість — велике текстильне підприємство було відкрите в 1812 році.

## Промисловість
У Страконицях розвинуте транспортне машинобудування — найбільший завод міста ЧЗ «Страконице» виробляє в теперішній час переважно мотоцикли; текстильна, харчова (пивоварна й молочно-консервна) промисловість. 

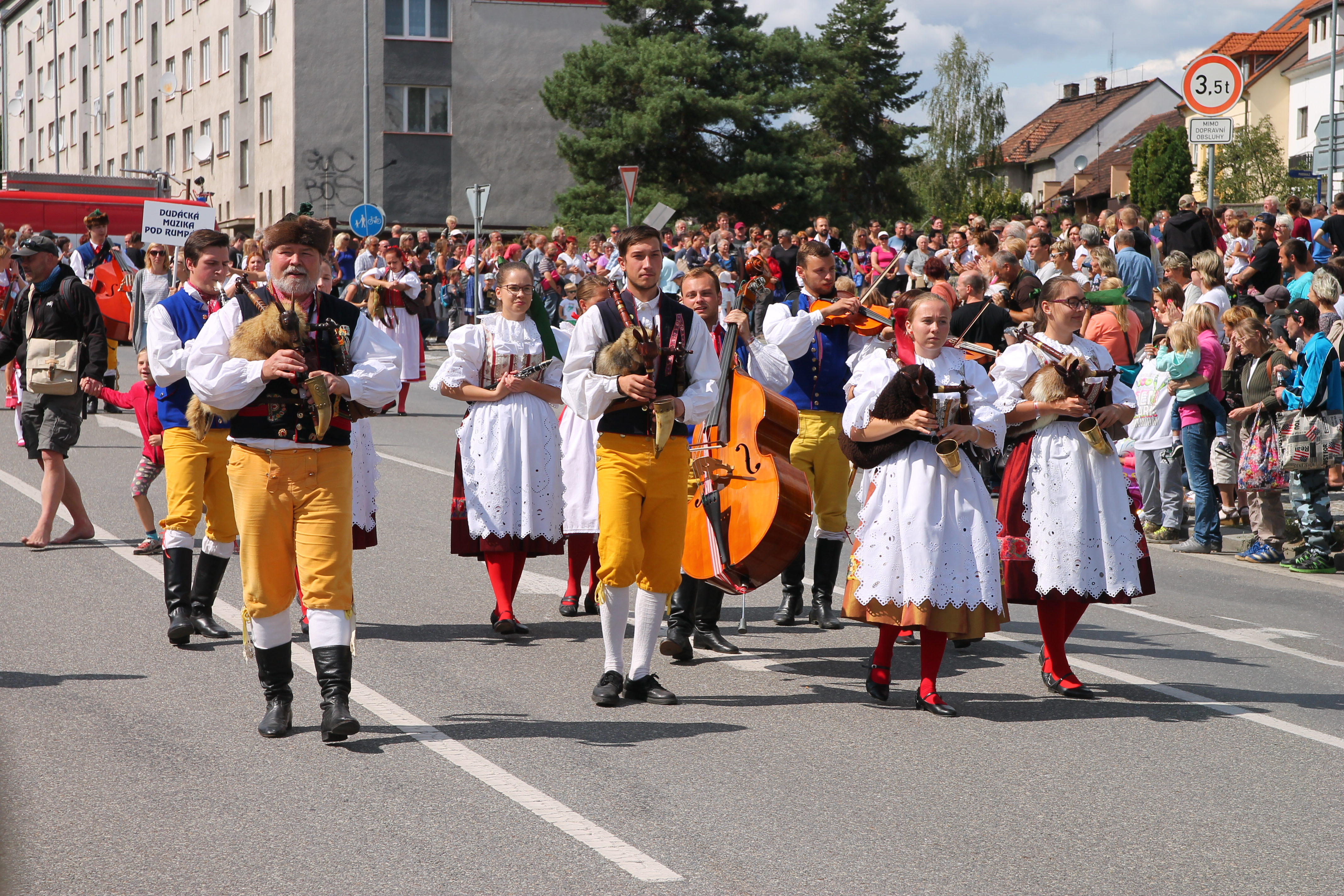
Міжнародний дударський фестиваль, 2018.

У місті розвинуті ремесла, зокрема виробництво волинок.

## Освіта, культура і спорт
У Страконицях 8 дитсадків, 5 загальноосвініх шкіл, гімназія, промислова школа і 2 училища; вищу освіту можна здобути у Вищій професійній школі.
У Страконицях є музей, розташований на території Страконицького замку.
Місто відоме своїм Міжнародним фестивалем волинщиків, який уперше відбувся 1967 року, зібравши 600 дударів з різних країн світу. Головний осередок міського культурного життя — Будинок культури.
У Страконицях є футбольна й хокейна міські команди. Спортивні споруди міста — льодовий палац і стадіон.

## Пам'ятки та пам'ятники
Пам'ятки та пам'ятники Стракониць: 

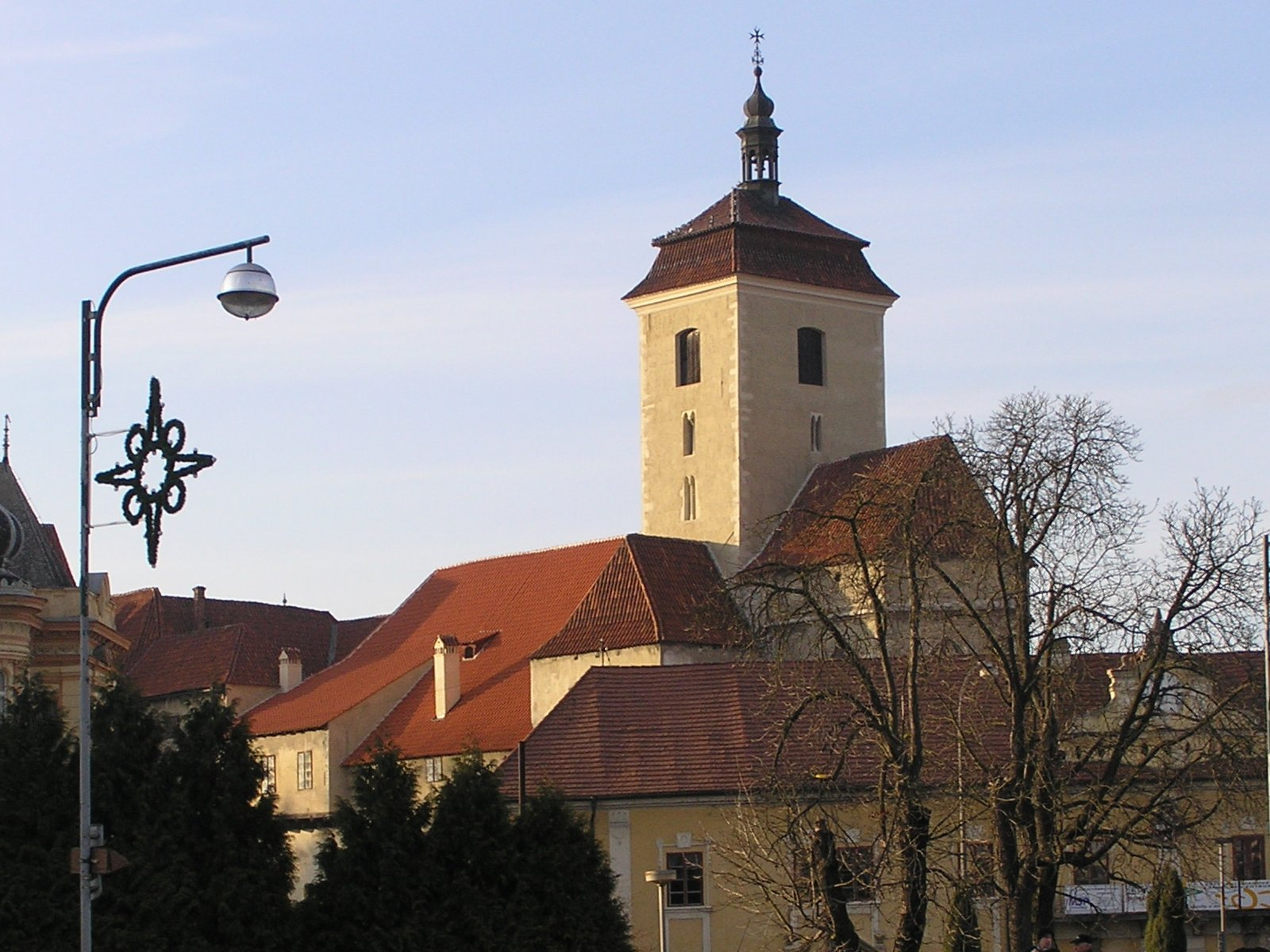
Костел св. Прокопія на Страконицькому граді.

- Страконицький замок (град) — закладений у ХІІІ ст., протягом століть не раз перебудовувався і добудовувався, від 1995 — культурна пам'ятка національного значення;
- ренесансний костел св. Маркети (1583);
- готичний костел св. Вацлава (від ХІІІ ст.);
- бароковий маріанський (моровий) стовп (1730—1740-і роки);
- будинок колишньої ратуші на центральній Великій площі;
- каплиця Яна Непомуцького;
- пам'ятники Яну Гусу та Антоніну Реннеру, а також Франтішеку Челаковському, меморіальна дошка на честь Йозефа Скупи.

## Міста-побратими
- Швейцарія — Легнау;
- Німеччина — Бад-Зальцунген;
- Нідерланди — Ійсельстейн;
- Велика Британія — Кальдердейл.

## Відомі люди
Відомі уродженці Стракониць:
- Йозеф Скупа (1892—1957) — засновник першого у світі професіонального лялькового театру — Театру Спейбла і Гурвінка;
- Павел Павел (*1957) — інженер, науковець, мандрівник і дослідник острова Пасхи.

## Галерея

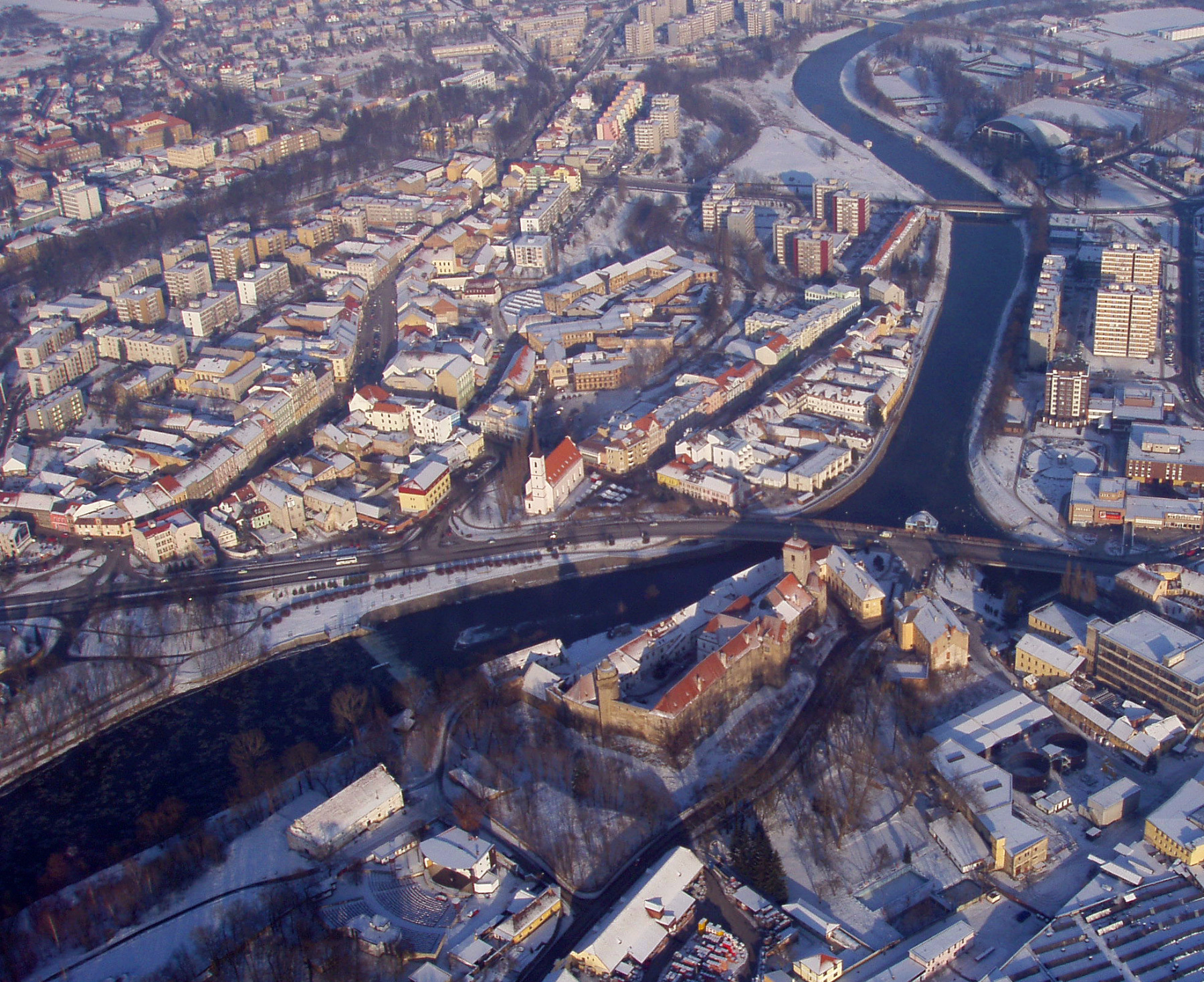
Вид на засніжені Стракониці з висоти
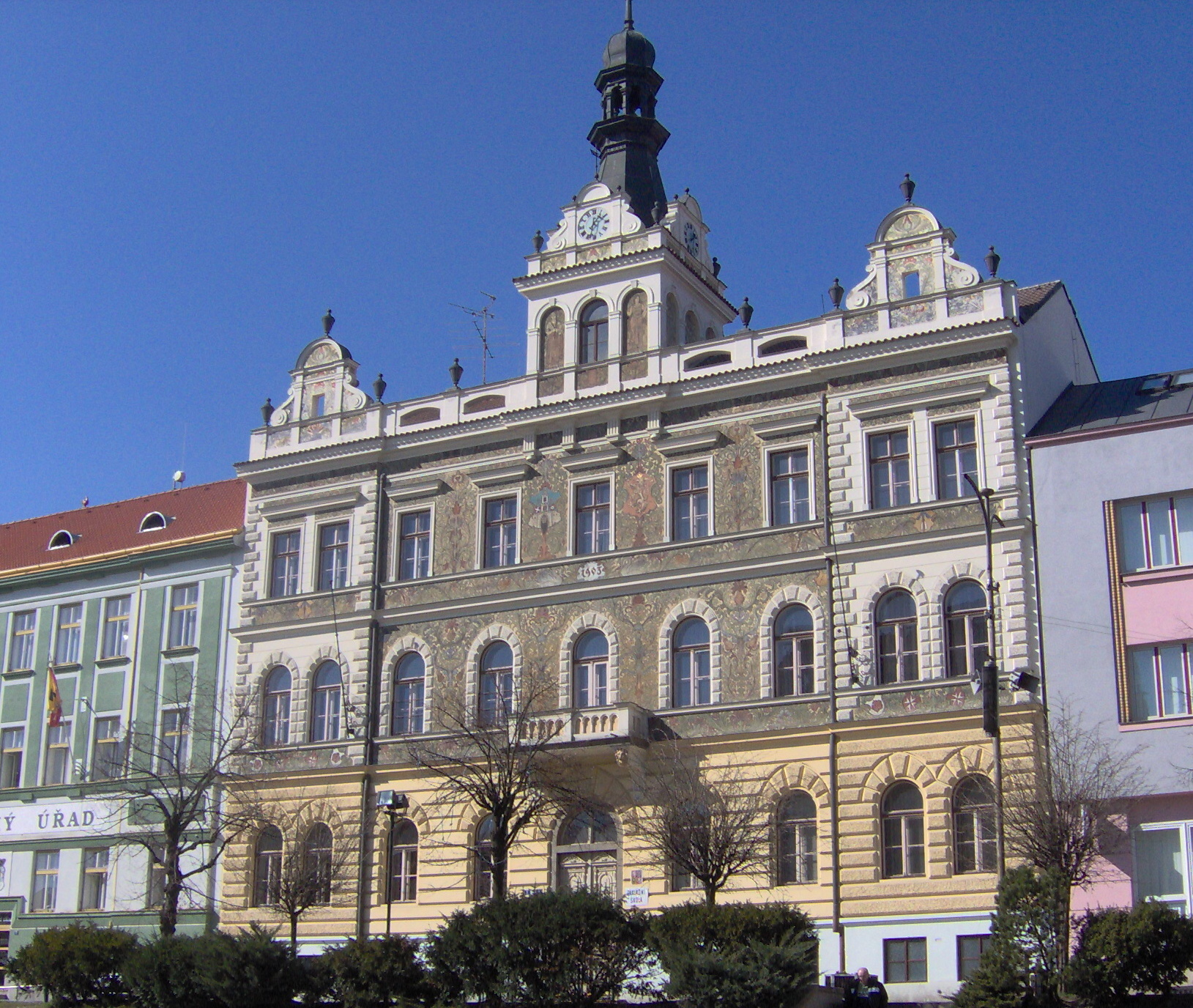
Будівля школи на центральній Великій площі
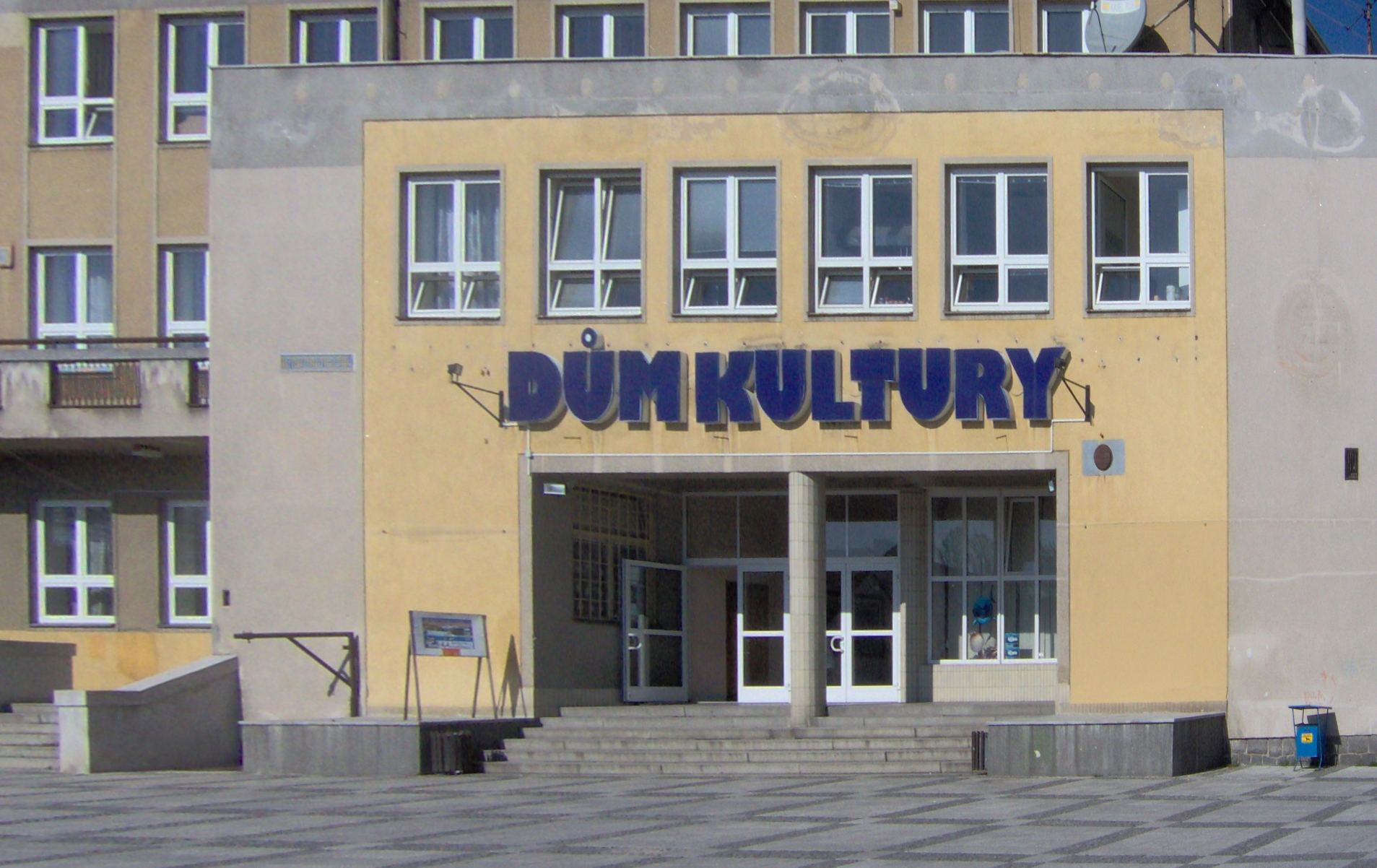
Страконицький Будинок культури
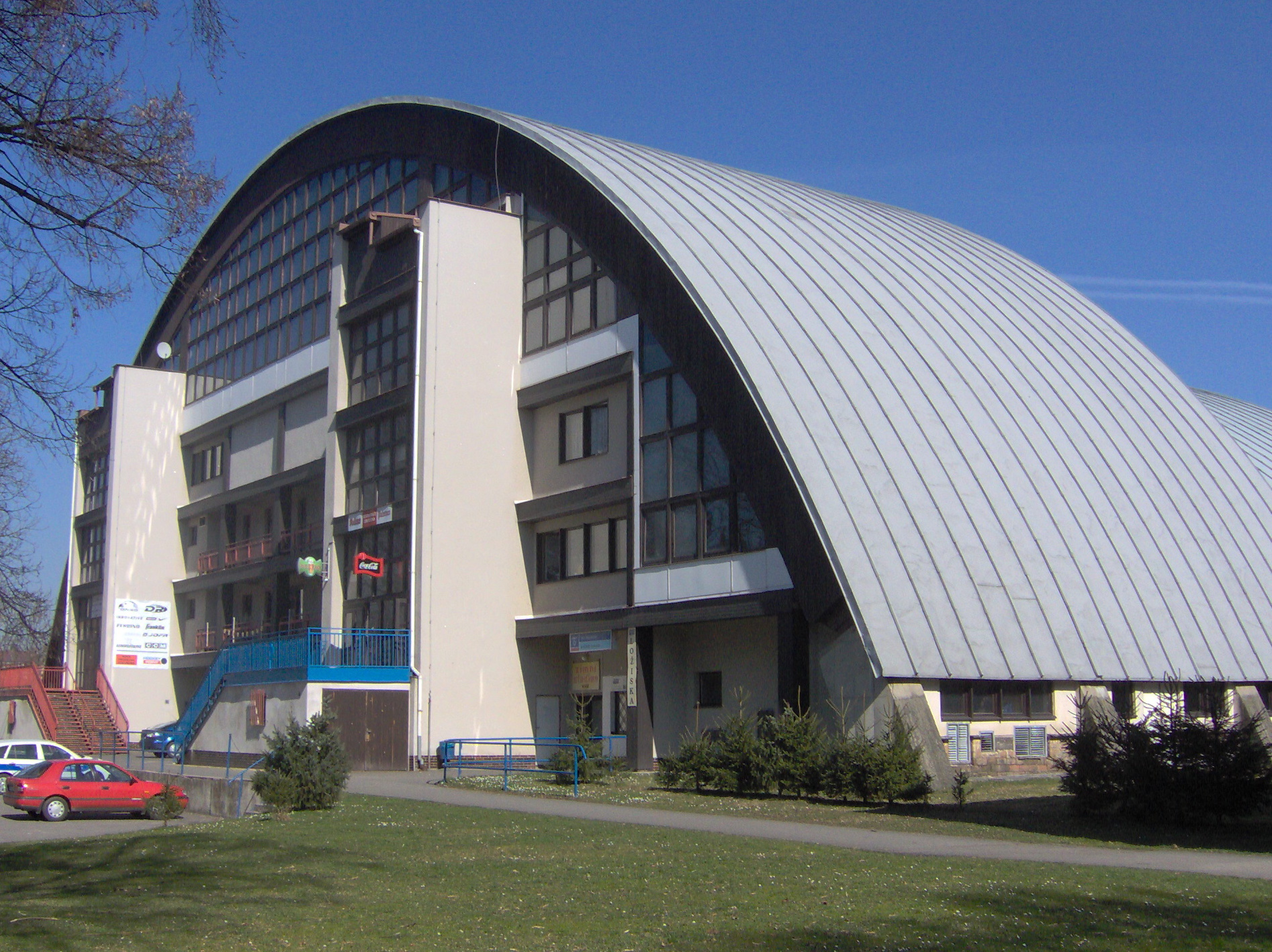
Міський льодовий стадіон